# Гребенчатый орёл
Гребенчатый орёл (лат. Lophaetus occipitalis) — крупная птица семейства ястребиных. Единственный представитель своего рода, обитающий в тропической Африке южнее Сахары.

## Описание
Гребенчатый орёл — это дневная хищная птица средней величины. Длина тела составляет от 50 до 58 см. Самцы весят от 0,9 до 1,4 кг, самки от 1,4 до 1,5 кг.
Оперение верхней части тела преимущественно чёрное. Клюв тёмно-серый, пальцы ног и восковица жёлтые. У птиц обоего пола на голове выделяется хохол из длинных перьев. Радужины от золотистого, оранжевого до красно-коричневого цвета. Молодые птицы имеют скорее тёмно-коричневое оперение, ноги большей частью белые с бурыми полосами, хвост значительно уже и с менее контрастными полосами.

## Распространение
Гребенчатый орёл населяет обширные территории тропической Африки к югу от Сахары, начиная от влажных тропических лесов и влажных саванн, и заканчивая галерейными лесами.

## Питание
Гребенчатый орёл — это типичный охотник из засады, который сидя на дереве или столбе, часами высматривает добычу на земле. Питание состоит преимущественно из мелких сухопутных млекопитающих и птиц. Наряду с этим кормится мелкими ящерицами, змеями, рыбой, насекомыми и крабами, а также редко плодами.

## Размножение
Гнездо строит на деревьях. В кладке 1—2 белых с крапинами коричневого цвета яйца. Высиживает кладку преимущественно самка примерно 42 дня. Молодые орлы становятся самостоятельными через 53—58 дней.